# Pescaglia
Pescaglia là một đô thị ở tỉnh Lucca trong vùng Toscana, có cự ly khoảng 70 km về phía tây bắc của Florence và khoảng 15 km về phía tây bắc của Lucca. Tại thời điểm ngày 31 tháng 12 năm 2004, đô thị này có dân số 3.762 người và diện tích là 70,4 km².
Pescaglia giáp các đô thị: Borgo a Mozzano, Camaiore, Fabbriche di Vallico, Lucca, Stazzema, Vergemoli.